# Фіоріна (Сан-Марино)
Фіоріна (італ. Fiorina) — село (італ. curazia) в республіці Сан-Марино. Адміністративно належить до муніципалітету Доманьяно.
Село розташоване на півночі Доманьяно, на кордоні із Серравалле.
У Фіоріні проживає 889 жителів, які працюють у галузях обробної промисловості, зокрема у галузі точної механіки, а також у сфері послуг і торгівлі.
У селі знаходиться церква, яка належать до приходу Доманьяно, посвячена на честь Різдва Пресвятої Богородиці (храмове свято відзначається у другу неділю вересня).